# Ham (Somme)
Ham település Franciaországban, Somme megyében. Lakosainak száma 4408 fő (2022. január 1.). Ham Pithon, Sommette-Eaucourt, Villers-Saint-Christophe, Eppeville, Brouchy, Muille-Villette és Sancourt községekkel határos.

## Népesség
A település népességének változása:
| Lakosok száma | 4759 | 4679 | 4810 | 4611 | 4596 | 4559 | 4510 | 4459 | 4408 |
|               | 2013 | 2015 | 2016 | 2017 | 2018 | 2019 | 2020 | 2021 | 2022 |